# Microrégion d'Óbidos

Localisation de la microrégion d'Óbidos

La microrégion d'Óbidos est une des vingt-deux microrégions de l'État du Pará et appartient à la mésorégion du Bas Amazonas. Elle occupe une aire de 157.595,311 km² pour une population de 173.083 habitants (IBGE 2006). Elle est divisée en cinq municipalités. Son IDH est de 0,677 (PNUD/2000)

## Municipalités[1]
- Faro
- Juruti
- Óbidos
- Oriximiná
- Terra Santa

## Microrégions limitrophes
- Almeirim
- Itaituba
- Santarém
- Mazagão (Amapá)